# Eleccions parlamentàries finlandeses de 1936
Les eleccions parlamentàries finlandeses del 1936 es van celebrar els dies 1 i 2 de juliol de 1936. El partit més votat fou el socialdemòcrata, però es formà un govern de coalició dirigit primer pel centrista Kyösti Kallio i després pel progressista Aimo Kajander com a primer ministre de Finlàndia.

## Resultats
|                       |                                |           |        |          |     |  |
| Partit                | Partit                         | Vots      | %      | Escons   | +/– |  |
|                       | Partit Socialdemòcrata         | 452,751   | 38.59  | 83 / 200 | 5   |  |
|                       | Lliga Agrària                  | 262,917   | 22.41  | 53 / 200 | =   |  |
|                       | Partit Popular Suec            | 131,440   | 11.20  | 21 / 200 | =   |  |
|                       | Partit de la Coalició Nacional | 121,619   | 10.36  | 20 / 200 | 2   |  |
|                       | Moviment Patriòtic Popular     | 97,891    | 8.34   | 14 / 200 | =   |  |
|                       | Partit Nacional Progressista   | 73,654    | 6.28   | 7 / 200  | 4   |  |
|                       | Partit dels Petits Agricultors | 23,159    | 1.97   | 1 / 200  | 2   |  |
|                       | Partit Popular                 | 7,449     | 0.63   | 1 / 200  | 1   |  |
|                       | Altres                         | 2,502     | 0.21   | 0 / 200  | =   |  |
| Total                 | Total                          | 1,173,382 | 100    | 200      | =   |  |
|                       |                                |           |        |          |     |  |
| Vots vàlids           | Vots vàlids                    | 1,173,382 | 99.57  |          |     |  |
| Invàlids / en blanc   | Invàlids / en blanc            | 5,030     | 0.43   |          |     |  |
| Vots totals           | Vots totals                    | 1,178,412 | 100.00 |          |     |  |
| Votants Registrats    | Votants Registrats             | 1,872,908 | 62.92  |          |     |  |
| Font: Nohlen & Stöver |                                |           |        |          |     |  |